# Túpac Yupanqui (apellido)

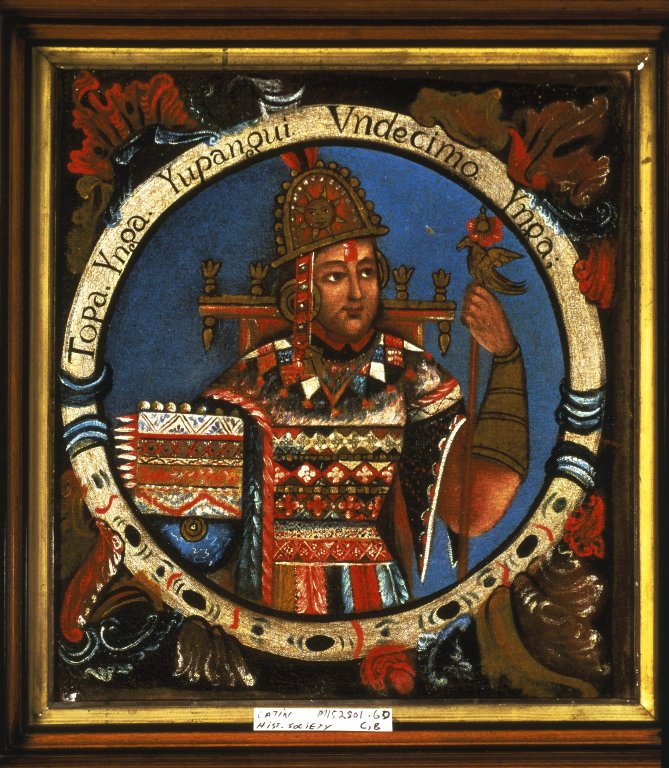
Retrato de Túpac Yupanqui (1750)

Túpac Yupanqui, Túpac-Yupanqui o Tupak Yupanki (quechua: tupak, ‘resplandeciente’, yupanki:‘guía, líder’), es un apellido peruano de origen inca. Proviene del ayllu o casa real del sapa inca Túpac Yupanqui, décimo emperador del Imperio incaico. Sus portadores se localizan en las regiones de Cusco, Arequipa y Lima.

## Historia
El ayllu familiar del inca Túpac Yupanqui apoyó a Huáscar en su enfrentamiento contra Atahualpa, por ello sería perseguido y diezmado parcialmente por los capitanes atahualpistas hasta la llegada de los españoles, quienes encontraron en esta familia, fuertes aliados en el proceso de conquista y colonia temprana del Perú. A cambio de su apoyo, obtuvieron y recuperaron de los europeos, diversas mercedes, privilegios y cacicazgos en el Cuzco y el Alto Perú. Durante los siglos XVII y XVIII tuvieron destacada vida pública e influencia económica, hasta que decayó luego de la Rebelión de Túpac Amaru II en 1783.

## Personajes
- Demetrio Túpac Yupanqui. Fue un profesor de lengua quechua, traductor de castellano a quechua y periodista peruano.[2]
- Mateo Túpac Yupanqui. Cacique de Lares en el siglo XVIII.[3]

## Apellidos emparentados
Cusicanqui. Caciques de Pacajes y Calacoto durante la época virreinal. Entre sus descendientes se encuentran los políticos bolivianos Silvia Rivera Cusicanqui y Felipe Cusicanqui, artista visual y pintor chileno.
Yupanqui, a través de Bárbola Coya Yupanqui, sobrina (posible nieta) de Túpac Yupanqui y mujer del conquistador García Díaz de Castro.